# Артак
Артак (груз. არტაგ) — цар кавказької Іберії. У класичній античній історіографії період його правління пов'язують із третьою Мітрідатовою війною та називають Артаг (груз. არტაგ), Арік (არიკ), Рок (როკ), або Адерк (ადერკ).
Відповідно до грузинської історичної традиції він був сином царя Аршака I з династії Арташесідів. Середньовічні джерела характеризують його правління коротким, а також вказують на те, що Іберія в той час страждала від набігів парфян. Натомість класичні джерела містять більш докладний опис війни Артака з Римом на боці Мітрідата Евпатора й Тиграна Вірменського.
Занепокоєний римською окупацією Албанії, Артак погодився на мир і дружбу з Римом. Проте римський полководець Помпей 65 до н. е. захопив іберійські твердині Армазі та Ціцамурі. Артак, спійманий зненацька, поспіхом спалив переправу через річку Кура та відступив до лісів. Помпей захопив фортеці й переправився через Куру, проте зустрів запеклий опір з боку іберійського війська. Зрештою Артак, побачивши значну перевагу в силах противника, здався та відрядив своїх дітей як заручників до Помпея.